# Stanislav Svozil
Stanislav Svozil (* 17. ledna 2003, Přerov) je český hokejový obránce hrající za tým Cleveland Monsters ve AHL. Ve vstupním draftu 2021 si jej jako 69. celkově v 3. kole vybral tým Columbus Blue Jackets.

## Hráčská kariéra

### HC Kometa Brno

#### 2019/20
- V ročníku 2019/2020 - vyhlášen nejlepším nováčkem extraligy

V nejvyšší české soutěži poprvé nastoupil v ročníku 2019/2020 ve věku 16 let a 256 dní. První střídáni absolvoval v rámci 6. kola na ledě karlovarské Energie. První bod v nejvyšší soutěži si připsal za asistenci v 11. kole ve venkovním utkání proti Kladnu. První gól vsítil znovu na ledě soupeře, tentokrát ve 35. kole na ledě Olomouce. Ve své premiérové sezóně mezi muži Svozil zapsal za 41 zápasů 2 branky, na tři poté nahrál.

## Statistiky

### Klubové statistiky
| Sezóna      | Klub                  | Soutěž      |     | Základní část | Základní část | Základní část | Základní část | Základní část |   | Play off | Play off | Play off | Play off | Play off |
| Sezóna      | Klub                  | Soutěž      | Z   | G             | A             | B             | TM            | Z             | G | A        | B        | TM       |          |          |
| 2019/20     | HC Kometa Brno        | ČHL         | 41  | 2             | 3             | 5             | 8             | —             | — | —        | —        | —        |          |          |
| 2020/21     | HC Kometa Brno        | ČHL         | 30  | 1             | 2             | 3             | 8             | 8             | 0 | 0        | 0        | 8        |          |          |
| 2020/21     | HC Zubr Přerov        | 1. ČHL      | 3   | 1             | 1             | 2             | 2             | —             | — | —        | —        | —        |          |          |
| 2021/22     | Regina Pats           | WHL         | 59  | 10            | 31            | 41            | 23            | —             | — | —        | —        | —        |          |          |
| 2022/23     | Columbus Blue Jackets | NHL         | 2   | 0             | 1             | 1             | 2             | —             | — | —        | —        | —        |          |          |
| 2022/23     | Cleveland Monsters    | AHL         | 1   | 0             | 2             | 2             | 0             | —             | — | —        | —        | —        |          |          |
| 2022/23     | Regina Pats           | WHL         | 56  | 11            | 67            | 78            | 24            | 7             | 4 | 9        | 13       | 0        |          |          |
| 2023/24     | Cleveland Monsters    | AHL         | 57  | 5             | 18            | 23            | 24            | 14            | 0 | 3        | 3        | 12       |          |          |
| ČHL celkově | ČHL celkově           | ČHL celkově | 71  | 3             | 5             | 8             | 16            | 8             | 0 | 0        | 0        | 8        |          |          |
| WHL celkově | WHL celkově           | WHL celkově | 115 | 21            | 98            | 119           | 47            | 7             | 4 | 9        | 13       | 0        |          |          |

### Reprezentace
| Rok                       | Tým                       | Soutěž                    | Z  | G | A  | B  | TM |
| ------------------------- | ------------------------- | ------------------------- | -- | - | -- | -- | -- |
| 2020                      | Česko 17                  | WHC-17                    | 6  | 0 | 4  | 4  | 4  |
| 2021                      | Česko 18                  | MS-18                     | 5  | 0 | 1  | 1  | 6  |
| 2021                      | Česko 20                  | MS-20                     | 5  | 0 | 1  | 1  | 16 |
| 2022                      | Česko 20                  | MS-20                     | 6  | 1 | 2  | 3  | 29 |
| 2023                      | Česko 20                  | MS-20                     | 7  | 1 | 7  | 8  | 0  |
| Juniorská kariéra celkově | Juniorská kariéra celkově | Juniorská kariéra celkově | 29 | 2 | 15 | 17 | 55 |